# Susz
Susz (deutsch Rosenberg in Westpreußen) ist eine Stadt im Powiat Iławski der Woiwodschaft Ermland-Masuren Polen. Sie ist Sitz der Verwaltung der gleichnamigen Stadt-und-Land-Gemeinde mit 12.634 Einwohnern (Stand 31. Dezember 2020).

## Geographische Lage
Die Stadt liegt in der historischen Landschaft Preußen, im südwestlichen Teil des mittelalterlichen Pomesanien, der später zum Oberland gehörte. Sie befindet sich auf einer Höhe zwischen 114 und 242 Metern über dem Meeresniveau, etwa 26 Kilometer östlich von Kwidzyn (Marienwerder), 48 Kilometer südlich von Elbląg (Elbing) und 130 Kilometer südwestlich von Kaliningrad (Königsberg).
Südlich der Stadt erstreckt sich ein See.

## Geschichte

### Bis 1900

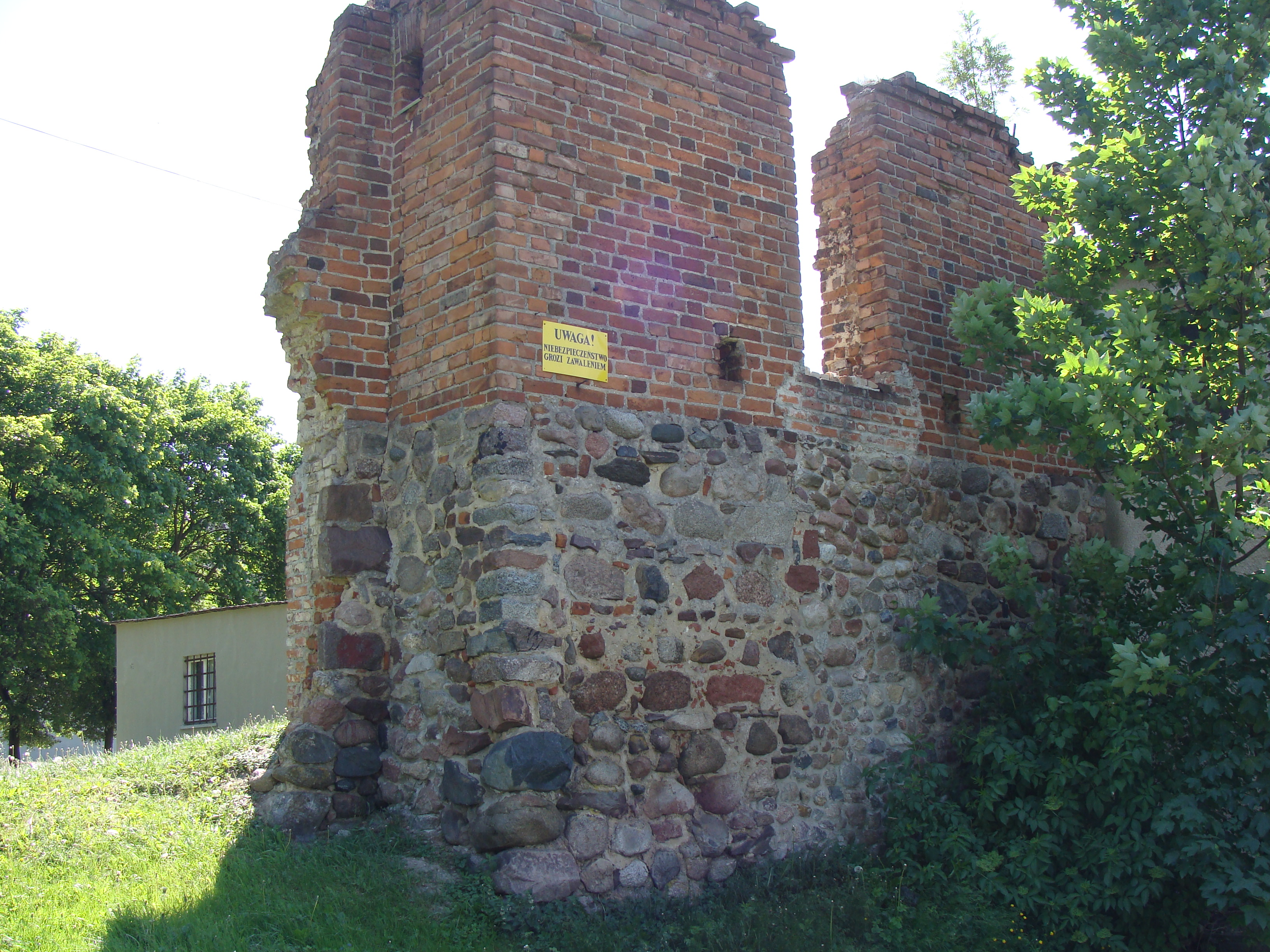
Rest der Stadtmauer

Ursprünglich war die Gegend des heutigen Rosenberg bereits in der Mittleren Steinzeit bewohnt, nach der Völkerwanderungszeit lebten hier die Prußen. Nachdem die von den seit Ende des 10. Jahrhunderts benachbarten polnischen Herzögen erstrebte Christianisierung erfolglos blieb, rief Konrad von Masowien 1226 den Deutschen Orden zu Hilfe. Dieser gründete mehrere Stützpunkte im Kulmer Land und drang in das Gebiet des Großen Weichselbogens ein, wo nach 1280 die Gegend östlich von Marienwerder besiedelt wurde. Es entstanden die bischöfliche Stadt Riesenburg (1300) und Saalfeld (1305). Zwischen 1284 und 1302 sind bereits 19 deutsche Siedlungen im Westen des späteren Kreises Rosenberg belegt. Auf dem ehemals bischöflichem Gebiet wurde auch 1305 Rosenberg das erste Mal erwähnt. Dies geschah zur Zeit von Hochmeister Siegfried von Feuchtwangen, als sich das pomesanische Domkapitel entschloss, am Ufer des Rosenberger Sees eine Siedlung zu gründen, die 1314 oder 1315 die kulmischen Stadtrechte verliehen bekam. Bereits 1305 hatte man Stadtmauern und eine hölzerne Kirche errichtet, 1391 wurde das 1414 während des Hungerkriegs durch Feuer zerstörte Rathaus erstmals erwähnt. Im Mittelalter war die Stadt von einer Mauer mit 17 Türmen und einem Graben umgeben.
Dem am 14. März 1440 gegründeten Preußischen Bund, der sich 1454 gegen den Hochmeister des Deutschen Ordens auflehnte, trat Rosenberg im Juni 1454 nach dem Aufstand der Städte und Stände bei. Nach dem Ordenssieg in der Schlacht von Konitz am 18. September 1454 wechselten jedoch Bischof und Städte wieder auf die Seite des Ordens.
Die Folge davon war der Angriff von Söldnern des Bundes 1461, die bis 1466 blieben. Das Kulmer Land kam unter die Schutzherrschaft Polens, der Rest des Ordenslandes wurde von Königsberg aus verwaltet. Rosenberg lag nun direkt im Ordensland an der polnischen Grenze und wurde zudem vom polnischen Bischof aus Kulm beherrscht, was einen negativen Einfluss auf die Stadtentwicklung hatte. Ein Versuch, die polnische Oberhoheit abzuschütteln, misslang im Preußischen Pfaffenkrieg von 1472 bis 1479. Im folgenden Reiterkrieg (1519–1521) ergab sich Rosenberg dem polnischen König. Nach dem Waffenstillstand von 1521 und dem Krakauer Frieden 1525 bekam der polnische König Sigismund Preußen als erbliches Lehen und wandelte dieses in das weltliche evangelische Herzogtum Preußen um. Rosenberg wurde dem Oberländischen Kreis mit Sitz in Saalfeld zugeschlagen. 1527 wurde das Bistum Pomesanien aufgehoben, das jetzt so genannte Amt Schönberg mit Rosenberg war ab 1532 bis 1817 eine dem Landesherrn direkt unterstellte Mediatstadt.
Im 16. Jahrhundert kamen neue Siedler aus Polen, meist Glaubensflüchtlinge, in die Gegend. Diese sollen für den Ort erstmals den heute offiziellen polnischen Namen Susz verwendet haben. Erst Ende des 19. Jahrhunderts wurden die seither durchgeführten polnischen Gottesdienste wegen Mangel an Beteiligung eingestellt. Während des Nordischen Krieges 1708 bis 1711 wütete die Pest in der Stadt.
Durch die Erste Teilung Polen-Litauens 1772 wurde das westliche Preußen mit Rosenberg unter Friedrich II. von Preußen mit dem östlichen Teil des Königreichs Preußen in dem Maße wiedervereinigt, wie diese Teile zur Zeit des Deutschordensstaats miteinander verbunden gewesen waren. In diesem Jahr wurde eine Tabakfabrik gegründet, unter der Handwerkerschaft waren allein 60 Schuster.
Im Preußisch-Französischen Krieg rückten am 17. Januar 1807 die Franzosen in Rosenberg ein, sie blieben bis zum 12. Dezember. Im nahegelegenen Schloss Finckenstein traf sich Napoleon Bonaparte am 2. April 1807 mit der polnischen Gräfin Maria Walewska und am 22. April mit dem preußischen General Gebhard Leberecht von Blücher.
Im Rahmen einer Verwaltungsreform erhielt Rosenberg am 1. April 1818 mit nur 982 Bürgern den Status der Kreisstadt des Landkreises Rosenberg i. Westpr. Bis 1922 lag das Dienstgebäude der Kreisverwaltung am Markt, bis es in den umgebauten ehemaligen Eiskeller der Brauerei Hancke verlegt wurde. 1935 zog in das alte Haus die Stadtverwaltung ein.
Im Stadtbereich wird eine Kapitelburg erwähnt, die ebenfalls 1414 zerstört wurde. Neu aufgebaut, war sie als „Hof Rosenburg“ Sitz des Lehnsherrn und später des Landrats. Die hölzerne Kirche wurde später durch einen gotischen Backsteinbau ersetzt, das Innere der dem Heiligen Antonius geweihten Kirche später im Renaissancestil umgebaut. Seit der Reformation war die Kirche Sitz der evangelischen Pfarrei Rosenberg.
Nachdem die Stadt über ihre Mauern hinausgewachsen war, wurden diese 1810 fast gänzlich abgebrochen. 1842 wurden die ersten Petroleumlampen an den neu gepflasterten Straßen aufgestellt. Die modernen Chausseen erreichten 1845 Riesenburg, Christburg und Saalfeld, 1875/1876 wurde ein Bahnhof an der ab 1873 gebauten Bahnstrecke Marienburg–Soldau errichtet, die auch heute noch eine Hauptverkehrsader der Stadt ist. 1881/1882 wurde eine Volksschule errichtet.
Seit 1811 war Rosenberg Garnisonstadt, hauptsächlich von berittenen Einheiten. 1905 wurde noch eine neue Kaserne gebaut, in die nach dem Ersten Weltkrieg das Kreisfinanzamt einzog.
Im Jahr 1899 wurde die Straßenbeleuchtung auf Brennspiritus umgestellt.

### Vom Anfang des 20. Jahrhunderts bis zum Ende des Zweiten Weltkriegs
Am Anfang des 20. Jahrhunderts hatte Rosenberg eine evangelische Kirche, eine katholische Kirche, eine Synagoge, ein Amtsgericht, eine Ofenfabrik, ein großes Sägewerk, eine Molkerei, Mühlenbau, Färberei, Ziegelbrennerei, Bierbrauerei und Getreidehandel. Im Jahr 1904 entstanden das städtische Schlachthaus sowie die Gasanstalt. 1914 folgte ein Wasserwerk mit Wasserturm an der Saalfelder Chaussee. Die Leitungen in der Stadt wurden 1915 bis 1918 mit Hilfe russischer Kriegsgefangener gelegt. Die elektrische Straßenbeleuchtung wurde 1921 mit dem neu erbauten Elektrizitätswerk eingeführt. Brennstoff dafür war Torf, den man bei Groß Bellschwitz und Faulen abbaute.Pfingstbewegung
Arbeitsplätze entstanden in der 1862 gegründeten Baumaterialienfabrik, die bis 1900 um ein Zementwerk und ein Sägewerk ergänzt wurde. Die Genossenschaftsmolkerei war mit einem Volumen von acht Millionen Litern eine der größten Ostdeutschlands. 1910 hatte die Stadt rund 80 Handwerker; 23 Schuhmacher, zehn Fleischer, acht Schneider und sieben Bäcker. Drei Hotels und mehrere Gasthöfe ergänzten das Angebot in Rosenberg.
Im Ersten Weltkrieg eroberte die russische Armee Teile von Ostpreußen. Unter General Paul von Hindenburg, dessen Familie in Neudeck im Kreis Rosenberg lebte, war nach der Schlacht bei Tannenberg vom 24. bis 30. August 1914 die Bedrohung aus dem Osten vorüber. Nach den Bestimmungen des Versailler Vertrags mussten die Bewohner der Stadt abstimmen, ob sie im Deutschen Reich verbleiben oder zu Polen gehören wollten. Am 11. Juli 1920 entschieden sich 2430 Bürger für das Reich, nur acht Stimmen wurden für Polen abgegeben. Im Abstimmungsgebiet Marienwerder stimmten im Kreisgebiet von den 34.500 Einwohnern 1073 für den Anschluss an Polen.
Durch die angepassten Verwaltungsstrukturen war nun Rosenberg bis 1939 Kreisstadt im Regierungsbezirk Westpreußen der Provinz Ostpreußen. Handel, Handwerk und Gewerbe der Stadt litten stark unter der Inflation, so dass eigene Notgeldscheine gedruckt werden mussten. Die Lage besserte sich bis 1930, als Grundstücke zur Bebauung freigegeben wurden. Die Rolle als Kreisstadt sorgte für einen gewissen Aufschwung. Am 26. Oktober 1939 wurde der Kreis Rosenberg dem Regierungsbezirk Marienwerder im Reichsgau Danzig-Westpreußen des Deutschen Reichs zugeordnet. In Rosenberg wurde ein Außenarbeitslager des KZ Stutthof eingerichtet.
Während des Zweiten Weltkriegs wurde die Stadt bis 1944 von den Kämpfen im Osten wenig berührt. Erst als am 12. Januar 1945 an der Ostfront die sowjetische Weichsel-Oder-Operation als Großoffensive begann und bis zum 18. Januar alle deutschen Stellungen durchbrochen waren, folgte am 20. Januar der Befehl zur Räumung. Ein Teil der Flüchtlinge überquerte am 24. Januar die Weichselbrücke bei Dirschau, jedoch erreichten nur wenige die Oder. Die restlichen zogen nach Gotenhafen oder nach Stettin. Die Stadt wurde am 23. Januar von Einheiten der Roten Armee besetzt, nachdem rund 35 Prozent der Bausubstanz durch Artillerie-Beschuss zerstört worden war. Den Rest erledigten Brandkommandos, die nach der Plünderung die gesamte Stadtmitte dem Erdboden gleich machten. Nur die Kirche und drei Wohnhäuser überstanden die Zerstörungswut. 630 Jahre nach der Stadtgründung war diese praktisch vernichtet.

### Seit Ende des Zweiten Weltkriegs
Im Frühjahr 1945 bezog in der Stadt die sowjetische Militärkommandantur ihr Büro. Sie war für den Abbau aller wertvollen Objekte wie Eisenbahngleise, Maschinen, Möbel und Kunstwerke und deren Abtransport in die Sowjetunion zuständig. Die ersten polnischen Migranten erschienen im April 1945. Im Sommer 1945 wurde Rosenberg seitens der sowjetischen Besatzungsmacht zusammen mit der südlichen Hälfte Ostpreußens der Volksrepublik Polen zur Verwaltung überlassen. In Rosenberg und Umgebung begann danach die Zuwanderung polnischer Migranten.
Von den im Sommer 1945 im Kreis Rosenberg wohnenden 7680 Personen waren noch 2180 – also 28 % – Deutsche, in der Stadt selbst waren es rund 200. Am 7. Mai 1947 wurden 291 Deutsche aus Rosenberg vertrieben, darunter mit Hans von Lehndorff der letzte deutsche Arzt am Rosenberger Krankenhaus. 1948 wurde im Juli der letzte Vertreibungstransport mit 152 Deutschen durchgeführt.
Bereits im Juni 1945 kamen die ersten Polen aus dem östlich der Curzon-Linie gelegenen Wolhynien. Außerdem kamen polnische Migranten aus der Warschauer und Bromberger Gegend. Insgesamt kamen zwischen 1945 und 1947 etwa 3500 Migranten in die Stadt, so dass die Einwohnerzahl wieder stieg. Im Kreisgebiet trafen 1947 auch über 3000 zwangsweise umgesiedelte Ukrainer aus Südostpolen ein.
Im Mai 1946 bekam die Stadt offiziell ihren heutigen Namen „Susz“, der sich auf den polnischen Namen aus dem 16. Jahrhundert stützen soll. Für wenige Monate wurde Susz zum Kreissitz (Powiat), im August 1946 wurde dieser nach Iława (Deutsch Eylau) verlegt, das bessere Verkehrsverhältnisse in die großen Nachbarstädte hatte. Ein weiterer Grund waren der hohe Zerstörungsgrad und die fehlenden Fortschritte beim Wiederaufbau, was allerdings gravierende Folgen für die weitere Entwicklung der Stadt hatte. Das Enttrümmern begann erst im Sommer 1946 und dauerte mehrere Jahre.
Im September 1945 wurde die polnische Schule eröffnet, Anfang 1947 das Elektrizitätswerk wieder in Betrieb genommen, die Straßenbeleuchtung folgte 1948. Ein Jahr später war die Wasserversorgung wiederhergestellt, und erst 1956 funktionierten wieder alle Gasleitungen.
1946 wurde der Staatliche Kreisbetrieb für Traktoren und Landwirtschaftliche Maschinen gegründet, bis 1948 gab es dann eine Handwerksgenossenschaft, eine Fischereigenossenschaft und das Mühlenwerk. Zur Verminderung der Wohnungsnot wurde die Kaserne umgenutzt. 1957 wurden weitere moderne Wohnhäuser gebaut und auch an Stelle der zerstörten Bürgerhäuser auf dem ehemaligen Marktplatz entstanden in den letzten Jahren Wohnungen. Dennoch sind noch Zerstörungen in diesem Bereich zu sehen.
1958 wurde die Stadt wieder Sitz eines Powiats. Durch eine Verwaltungsreform kam Susz 1975 zur neu gebildeten Woiwodschaft Elbląg. Heute ist Susz Sitz einer Land- und Stadtgemeinde im Kreis Iława. Dieser Kreis gehört seit 1995 zur Woiwodschaft Ermland-Masuren mit Sitz in Olsztyn (Allenstein). Vor allem nach 1990 wurde viel gebaut und renoviert: das neue Gebäude der Gemeinde 1991, ein Gymnasium 2001, das Sport- und Erholungszentrum mit Mehrzweckhalle am Rosenberger See 2007 und das Krisen-Verwaltungszentrum mit Feuerwehrhaus und Rettungsdienstzentrale 2010.

### Demografie
| Jahr | Einwohner | Anmerkungen |
| ---- | --------- | --- |
| 1530 | 0370      | [ 4 ] |
| 1543 | 0415      | [ 4 ] |
| 1576 | 0515      | [ 4 ] |
| 1719 | 0650      | [ 4 ] |
| 1785 | 0781      | meist Evangelische, viele Einwohner beherrschen sowohl Deutsch als auch Polnisch |
| 1802 | 1067      | [ 6 ] |
| 1810 | 0919      | [ 6 ] |
| 1816 | 1239      | davon 1010 Evangelische, 159 Katholiken und 70 Juden |
| 1821 | 1201      | [ 6 ] |
| 1829 | 1570      | [ 7 ] |
| 1831 | 1295      | [ 8 ] |
| 1864 | 2913      | davon 2679 Evangelische und 81 Katholiken |
| 1867 | 3207      | am 3. Dezember |
| 1871 | 3234      | am 1. Dezember, davon 2950 Evangelische, 128 Katholiken, sieben sonstige Christen und 149 Juden; nach anderen Angaben 3233 Einwohner, davon 2700 Evangelische und 100 Katholiken                                                   |
| 1875 | 3081      | [ 12 ] |
| 1880 | 3044      | [ 12 ] |
| 1885 | 3055      | [ 7 ] |
| 1890 | 2909      | davon 206 Katholiken und 20 Juden |
| 1905 | 3259      | mit der Garnison (eine Schwadron Kürassiere), darunter 253 Katholiken und 65 Juden; nach anderen Angaben davon 2933 Protestanten, 253 Katholiken, acht andere Christen und 65 Juden.                                               |
| 1910 | 3181      | am 1. Dezember, davon 3129 mit deutscher Muttersprache (2864 Evangelische, 201 Katholiken, eine Person mit anderer Religionszugehörigkeit, 63 Juden) und 34 mit polnischer Muttersprache (eine evangelische Person, 33 Katholiken) |
| 1925 | 3280      | meistens Protestanten |
| 1933 | 3822      | [ 12 ] |
| 1939 | 4481      | [ 12 ] |
| 1943 | 4440      | [ 7 ] |

| Jahr | Einwohner | Anmerkungen                         |
| ---- | --------- | ----------------------------------- |
| 1957 | 4060      | [ 4 ]                               |
| 2005 | –         | Gmina: 12.840                       |
| 2015 | 5695      | Gmina: 12.996 (Stand 30. Juni 2015) |

## Gemeinde
Zur Stadt-und-Land-Gemeinde (gmina miejsko-wiejska) Susz gehören die Stadt selbst und 30 Dörfer mit 29 Schulzenämtern. Seit 1997 ist Jarmen im Landkreis Vorpommern-Greifswald (Mecklenburg-Vorpommern) deutsche Partnergemeinde von Susz.

## Verkehr
Der Ort liegt etwa 90 Kilometer südöstlich des Flughafens Danzig. Durch die Stadt führt die Woiwodschaftsstraße DW521 von Iława (Deutsch Eylau) nach Prabuty (Riesenburg), und Susz ist Anfangspunkt der Woiwodschaftsstraße DW515 über Dzierzgoń (Christburg) nach Malbork (Marienburg).
Der Bahnhof Susz ist ein Halt einzelner Fernverkehrszüge an der Bahnstrecke Warszawa–Gdańsk (Warschau–Danzig).

## Bauwerke

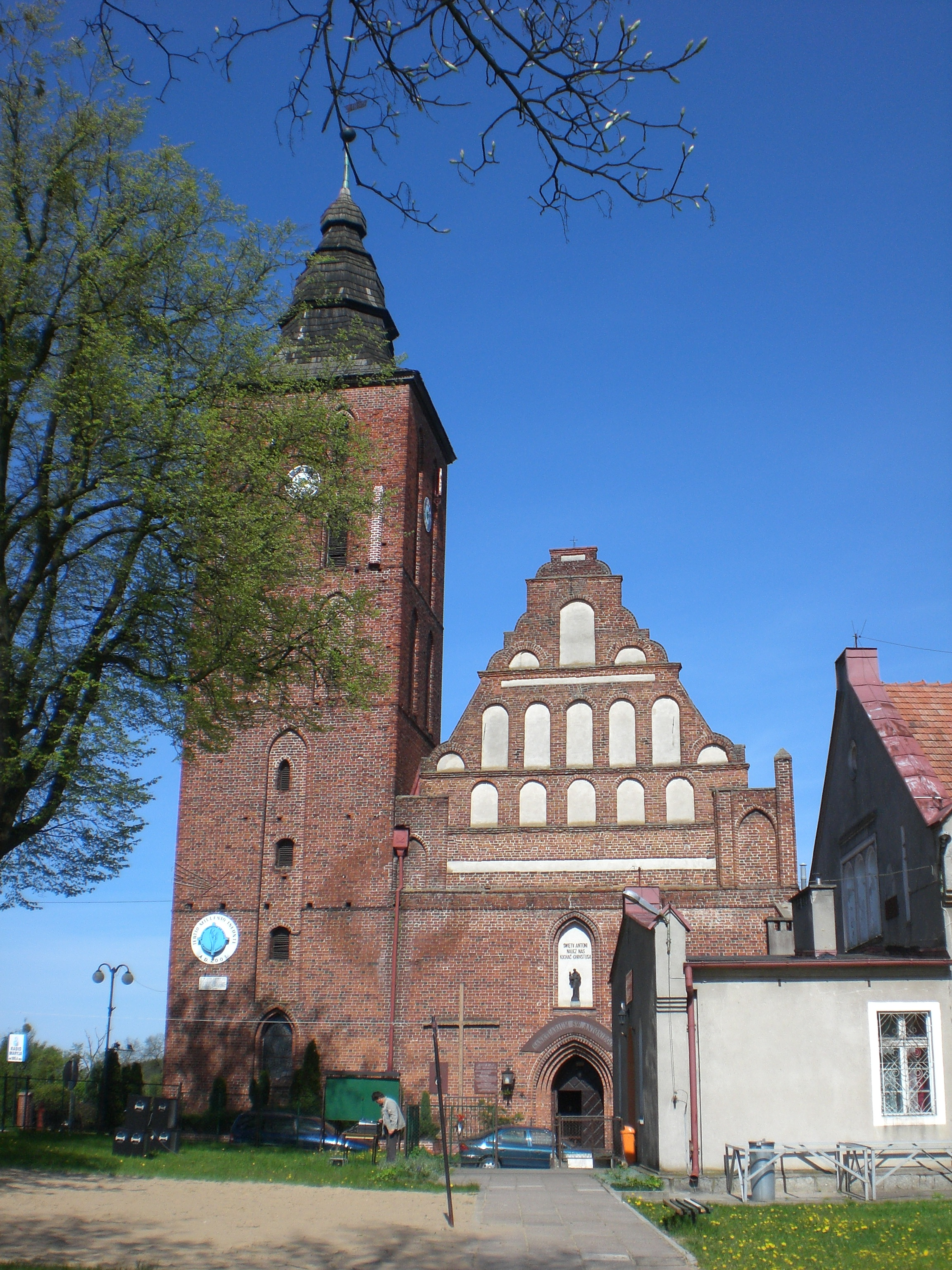
Kirche des Heiligen Antonius von Padua

- Römisch-katholische Pfarrkirche des Heiligen Antonius von Padua, von 1340 bis 1350 im Stil der Backsteingotik erbaut, von der Reformation bis 1945 evangelisch
- Katholische St.-Rosalia-Kirche, neugotischer Backsteinbau, errichtet von 1902 bis 1904.
- Synagoge in Susz, rechteckiger Backsteinbau von 1868, 1938 verwüstet. In dem Gebäude ist das Regionalmuseum von Susz untergebracht[17]
- Von der Stadtbefestigung aus dem 14. Jahrhundert sind Mauerreste erhalten

## Persönlichkeiten

### Söhne und Töchter der Stadt
- Ernst Kuhnert (1862–1952), Bibliothekar und Archäologe
- Fritz Stahl, eigentlich Siegfried Lilienthal (1864–1928), Publizist, Kunstschriftsteller und Journalist
- Carl Woelck (1868–1937), Bürgermeister von Weißensee
- Hugo Friedrich Hartmann (1870–1960), Maler und Grafiker
- Manfred von Brünneck-Bellschwitz (1872–1957), Jurist, Verwaltungsbeamter und Politiker
- Lotte Sarrow (1872–1937), Schauspielerin und Tänzerin
- Artur Fürst (1880–1926), Ingenieur und Schriftsteller
- Walter Grabowski (1896–?), NS-Funktionär, Direktor der Heil- und Pflegeanstalt Obrawalde
- Bernhard Platz (1898–1983), Verwaltungsjurist bei der Reichsbahn und beim Bremer Senat
- Erika Keck (1900–1990), Kommunalpolitikerin
- Paul Sasnowski (1903–1944), kommunistischer Widerstandskämpfer
- Beata Żbikowska (* 1934), polnische Mittelstreckenläuferin und Sprinterin
- Dieter Masuhr (1938–2015), Maler, Schriftsteller, Typograf und Übersetzer
- Niels Kadritzke (* 1943), Journalist, Soziologe und Autor
- Ulf Kadritzke (1943–2020), Soziologe, Professor an der Hochschule für Wirtschaft und Recht Berlin und Autor

### Weitere Persönlichkeiten mit Bezug zur Stadt
- Alfred Halling (1880–1970), evangelischer Pfarrer in Rosenberg (1919–1935)
- Herbert Kleine (1887–1978), Verwaltungsjurist, Landrat des Kreises Rosenberg (1925–1935)

## Galerie

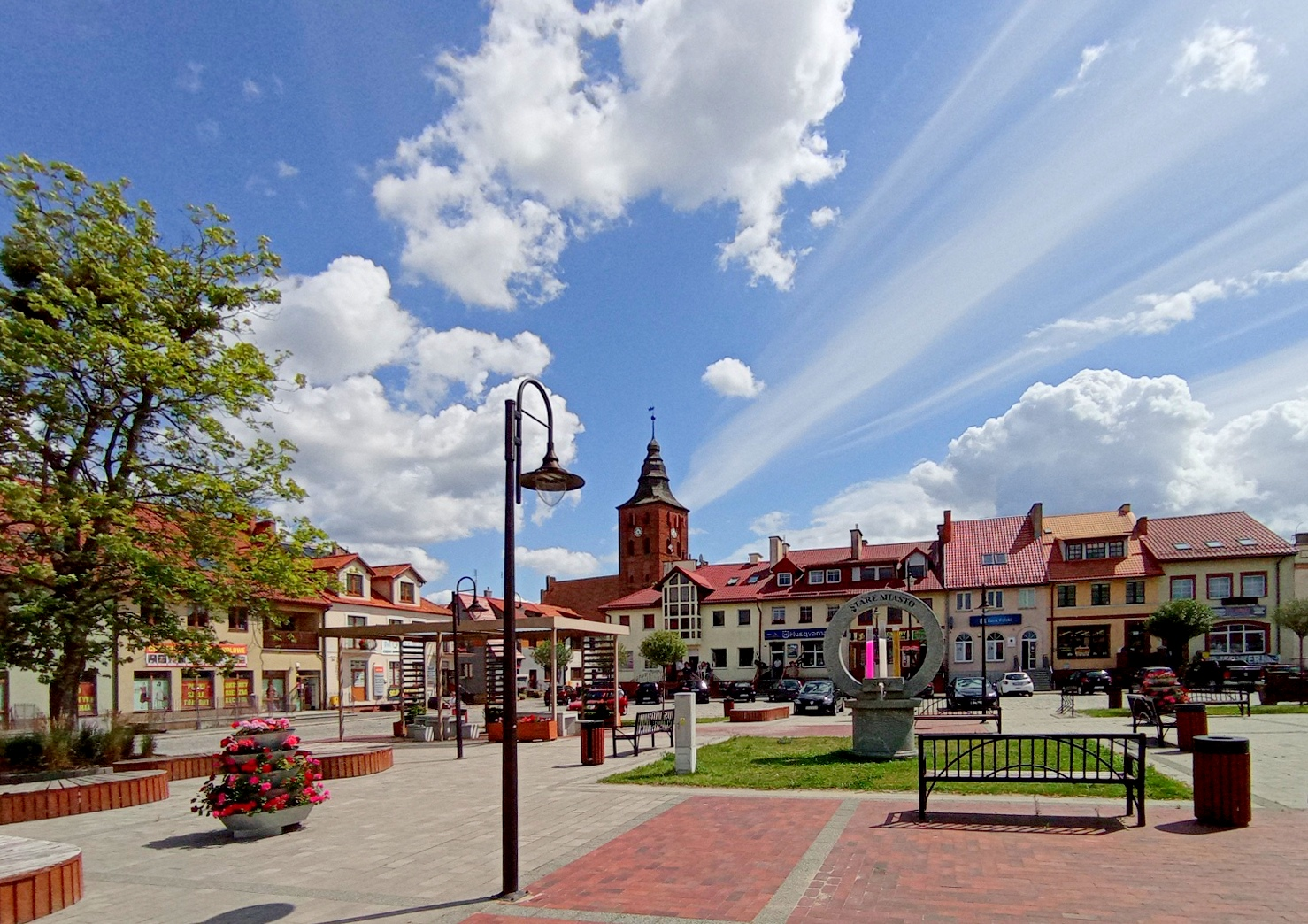
Marktplatz von Susz
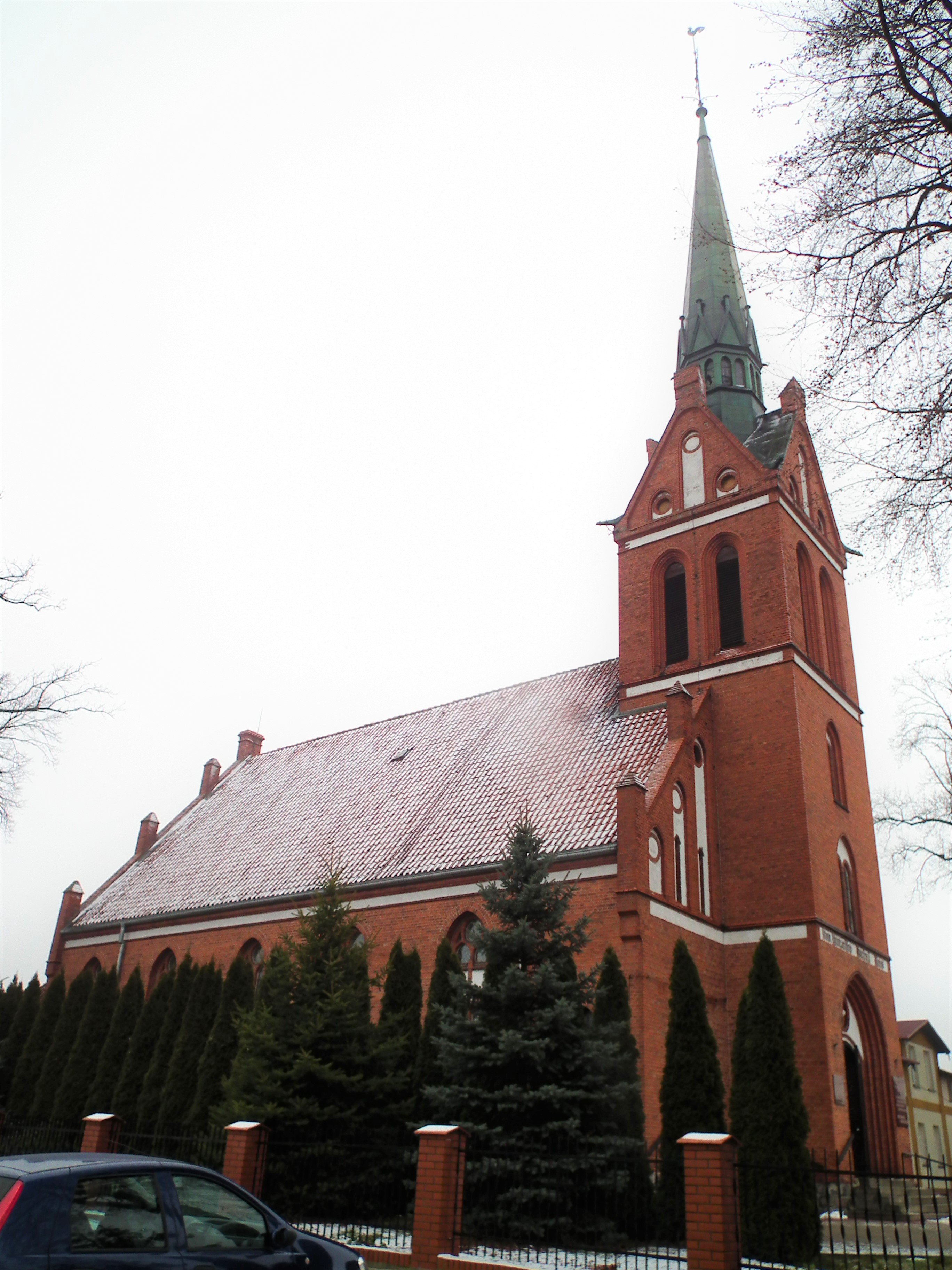
St.-Rosalia-Kirche
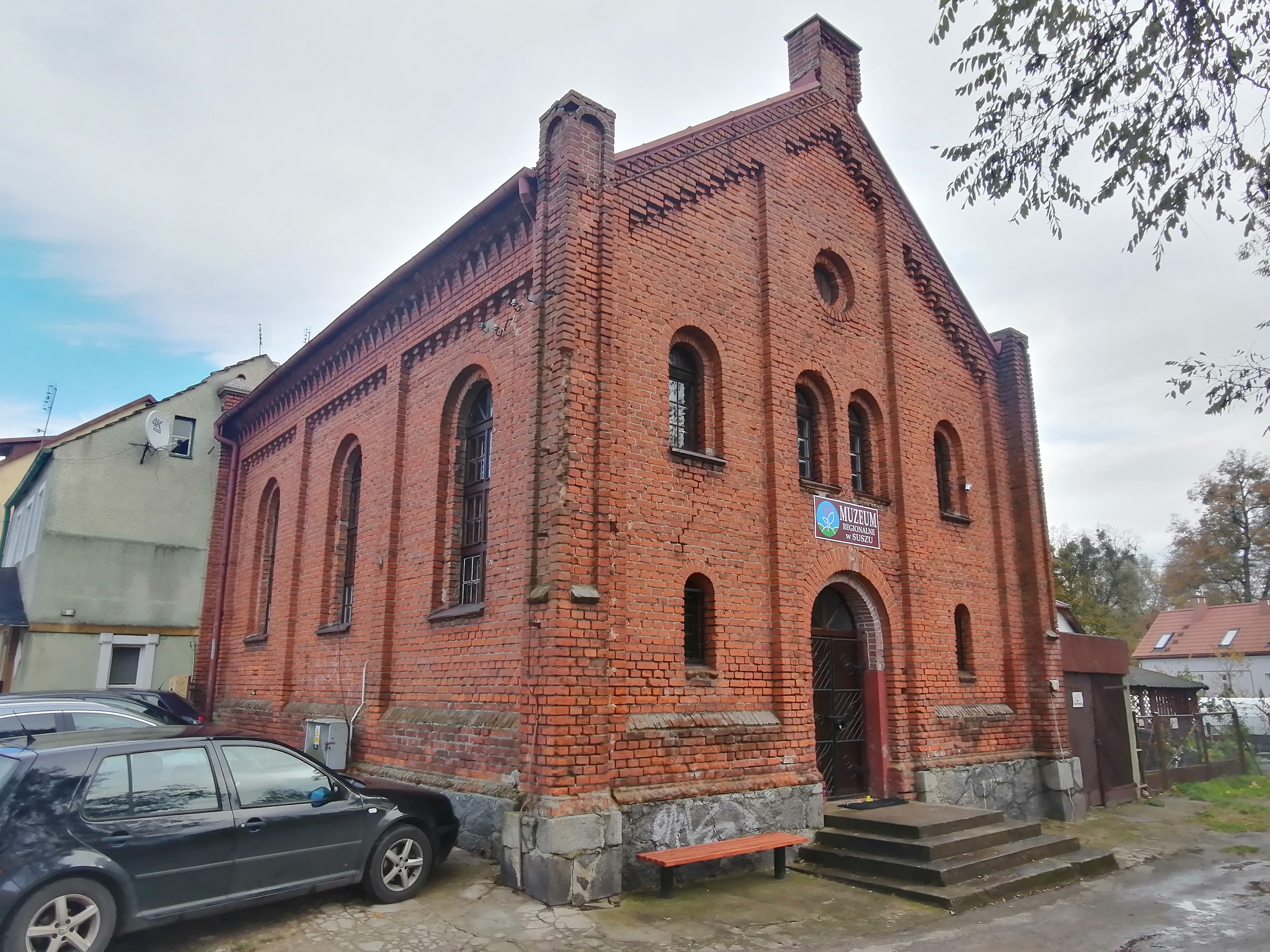
Synagoge
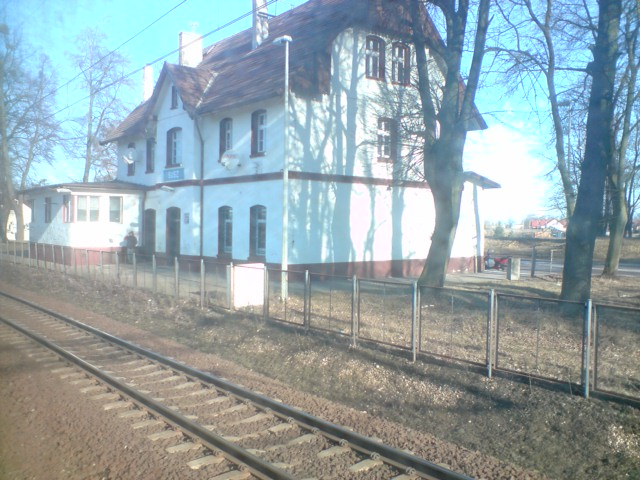
Bahnhof Susz